# 羅根 (科羅拉多州)
羅根（英語：Roggen）是位於美國科羅拉多州韋爾德縣的一個非建制地區。該地的面積和人口皆未知。

## 地理
羅根的座標為40°10′06″N 104°22′18″W / 40.16833°N 104.37167°W，而該地的平均海拔高度為1433米（即4701英尺）。